# Ravnthu Thefrinai
Ravnthu Thefrinai va ser una dona etrusca, originària de Tarquínia, que probablement va viure cap al final del segle v aC
Ravnthu pertany a dues de les famílies més importants de Tarquínia, la de Thefrinai per naixement i la de Spurinna per matrimoni. En el moment de la seva mort, la van col·locar a la tomba dels Spurinna, coneguda com la Tomba dell'Orco (la tomba de l'ogre), on es troba representada en un nínxol en el fons d'un paisatge, vestida amb una túnica blanca estirada al banquet amb el seu marit, Velthur el Gran, que havia comandat dos exèrcits contra Siracusa.
És la tia d'Avle Spurinna, l'heroi de Tarquínia qui es va enfrontar a Roma i va resultar victoriós, i de Vèl·lia Spurinna.